# Campeones Cup 2020
La Campeones Cup 2020 debió ser la tercera edición de la Campeones Cup. Esta edición sería disputada por el campeón de la Major League Soccer 2019: Seattle Sounders y el ganador del Campeón de Campeones 2019-20. El partido iba a realizarse en el CenturyLink Field en Seattle, Estados Unidos el 13 de agosto de 2020, pero fue cancelado el 19 de mayo de 2020 debido a la pandemia de COVID-19.

## Partido

### Seattle Sounders- Campeón de Campeones 2019-20
| 12 de agosto de 2020 | Seattle Sounders | Cancelado | Campeón de Campeones 2019-20 | CenturyLink Field, Seattle |  |